# 多細胞生物

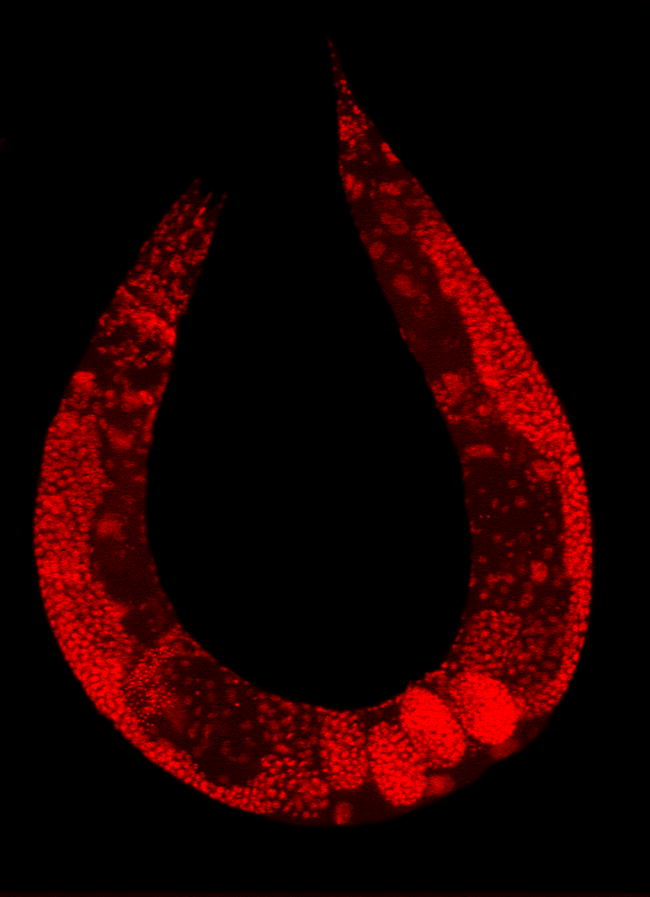
秀麗隱桿線蟲，通过染色体来显示每个细胞的细胞核

多細胞生物（multicellular organism）是指由多个、分化的细胞组成的生物体，其分化的细胞各有不同的、專門的功能。大多數可以使用肉眼看到的生物是多细胞生物。所有多細胞生物都屬於真核生物。
所有动物、陆地植物和大多数真菌都是多细胞，许多藻类也是多细胞；而少数生物则部分是单细胞，部分是多细胞，如黏菌和盘基网柄菌。

## 组织层次
多细胞生物的组织分多个层次：細胞、細胞組織、器官、器官系統、個體(生物體)

### 细胞分化
最简单的多细胞生物如海绵有多种分化的细胞聚集在一起组成。这些分化的细胞包括领细胞（消化细胞）、造骨细胞（结构、支持细胞）、孢子母细胞和扁平细胞（表皮细胞）。虽然这些不同的细胞组成一个有组织的、宏观的多细胞生物，但是它们并不组成互相连接的组织。假如把海绵切开的话，每个部分可以重新组织，继续生存，但是假如将不同的细胞分离开来的话它们无法生存。群聚的单细胞生物如绿藻的每个细胞可以在从群聚分离开后继续生存。

### 组织
更复杂的生物如钵水母、珊瑚和海葵拥有不同的组织，每个组织由分化的、互相连接的细胞组成，每个组织有特别的功能。比如钵水母的组织包括起保护作用的表皮、起感受作用的神经网，以及起消化作用的胃皮。解剖学的研究课题之一是不同的分化细胞的空间组织。

### 组织和组织系统
更复杂的生物不但拥有分化的细胞和组织，而且也拥有器官，器官是由多个组织组成的、完成特别功能的结构。原始的器官包括扁形动物门动物的脑（由一组神经节细胞组成），大的器官比如加州紅木的茎（可达90米高），复杂和多功能的器官包括脊椎动物的肝。
最复杂的生物拥有器官系统，一个器官系统是由多个器官组织在一起来完成相关的功能，而每个器官则集中于一个特定的任务。比如脊椎动物的消化系统由口和食道进食、胃来揉烂和液化食物、胰和胆囊产生和分泌消化酶、肠来将营养吸收入血液。

## 进化历史
在生物进化史里，多细胞生物的出现是重大事件，但不是由單一次或單一種原生生物祖先演化而成。現在認為動植物間差異大於各自和最近似的原生生物，而真菌更應當從植物獨立出來，所以多細胞只是並系群，而多細胞各界和原生生物組成真核生物域。
多细胞生物出现了细胞分化，细胞分化后执行不同功能，各个细胞之间相互依赖、更加适应环境。由单细胞真核原生生物进化为群体原生生物（类似于团藻），之后进化到多细胞真核生物的模式。
而在不時有報導和書本介紹擦新發現最早的多細胞生物，如被認為二十一億年前的弗朗西维利安生物群，但對於其生存時代和該生物的性質分類未明，也可能單純被滅絕而不是現代多細胞生物的直接祖先。
而至今較多人研究過的被发现的較早的多细胞生物，是在12亿年前元古宙延展纪时期的一种红藻（Bangiomorpha pubescens）的化石。
在演化上多细胞生物的生存優勢是顯而易見的，但多细胞生物必须解决从一个生殖细胞来产生整个生物的问题，来完成繁殖的任务。发育生物学是研究这个过程的学科。一般认为在延展纪出现的单细胞生物有性生殖是多细胞生物出现的前提条件，已經有多個理論被提出。
多细胞生物中的细胞假如丧失其规则发展的控制其生长的功能会导致癌症。

## 参見
- 單細胞生物
- 原核生物